# De Hamal
De Hamal was een familie die behoorde tot de Zuid-Nederlandse adel.

## Geschiedenis
In het begin van de zeventiende eeuw werd Willem van Hamal verheven tot graaf en werd de heerlijkheid van Gomegnies graafschap. Het eerste dankte hij aan keizer Rudolf II, het tweede aan de aartshertogen Albrecht en Isabella. Vanaf 1779 vond men Hamals onder de leden van de Tweede stand van het prinsbisdom Luik.
De eerste die tot de 'état noble' toetrad, was graaf Benoît de Hamal (1737-1807), die getrouwd was in 1756 met Marie de Hamal, burggravin van Focant (1738-1822). 
Bij de heroprichting van de adellijke status onder het Verenigd Koninkrijk der Nederlanden werden twee kleinzoons en twee zoons van Benoît opnieuw in de adel opgenomen.

## Charles de Hamal
François Charles de Hamal (Esclaye, 2 juli 1782 - Boppart, 5 oktober 1840) werd geboren in het kasteel van Esclaye in Pondrôme bij Beauraing. Zijn vader, Ferdinand de Hamal, was de oudste zoon van Benoît de Hamal en was getrouwd met gravin Marie-Charlotte de Horion. Hoewel zijn vader nog niet was overleden, droeg Ferdinand onder het ancien régime tal van titels: graaf van Hamal, burggraaf van Focan, baron van Vierves, heer van de Deux Matagnes, Oignies, Treigne, Mesnil enz., die na 1795 vervielen. 
Charles werd onder het Franse keizerrijk militair in de compagnie die behoorde aan Joseph de Croÿ (1744-1839), hertog van Havré, een vertrouwensman van de banneling en toekomstige koning van Frankrijk, Lodewijk XVIII. Hij werd vleugeladjudant bij de hertog.
In 1820 verkreeg hij adelserkenning met de titel graaf, overdraagbaar op al zijn afstammelingen en met benoeming in de Ridderschap van de provincie Namen. Hij trouwde in 1817 met Adelaïde del Halle (1792-1858). Ze hadden zeven kinderen, van wie de eerste twee in Natoye en de vijf volgende in Sovet bij Ciney geboren werden. Geen van hen had nakomelingen en deze tak doofde uit in 1853, bij de dood van hun zoon, Charles de Hamal.

## Ferdinand de Hamal
Ferdinand François Charles de Hamal (Esclaye, augustus 1786 - Parijs, 3 juli 1830), broer van de voorgaande, was officier in dienst van het Franse keizerrijk onder Napoleon I en van het Franse koninkrijk onder Lodewijk XVIII. In 1816 werd hij in het Verenigd Koninkrijk der Nederlanden erkend in de erfelijke adel, met de titel graaf overdraagbaar op alle afstammelingen en met benoeming in de Ridderschap van de provincie Luik. 
Hij trouwde in 1812 met gravin Thérèse de Hoen Neuchâteau (1793-1833). Ze hadden een dochter en twee zoons:
- Graaf Ferdinand de Hamal (1819-1881), die Belgisch diplomaat werd.
- Graaf Adolphe de Hamal (1824-1867), die officier was en de Oostenrijkse nationaliteit aannam.

Geen van beiden was getrouwd en de familietak doofde uit in 1881.

## Benjamin de Hamal
François Joseph Philippe Jean-Népomucène Benjamin de Hamal de Vierves (Esclaye, 6 mei 1768 - Namen, 9 april 1839) was een zoon van Benoît de Hamal en een oom van de twee voorgaanden. In 1816 werd hij erkend in de erfelijke adel met de titel graaf, overdraagbaar op alle afstammelingen en benoeming in de Ridderschap van Namen.
Hij trouwde in 1816 met gravin Marie-Yolande d'Aspremont Lynden (1772-1850). Ze bleven kinderloos, zodat deze tak bij zijn dood uitdoofde.

## Louis de Hamal
Louis Joseph Thomas-d'Acquin François Félicité Ghislain de Hamal de Focan (Focant, 7 maart 1771 - Seraing-le-Château, 30 december 1832) was een broer van Benjamin. In 1822 verkreeg hij erkenning in de erfelijke adel met de titel graaf, overdraagbaar op al zijn afstammelingen. Hij trouwde in 1816 met Marie-Isabelle Dubois (1795-1873). Ze hadden drie kinderen, van wie alleen Emile de Hamal (1819-1897), burgemeester van Seraing-le-Château, kinderen had. Het ging om een dochter die religieuze werd en een zoon die ongehuwd overleed in 1937, meteen het einde betekenende van de familie de Hamal.